# طيار اختبار
طيار اختبار هو الطيار الذي يقوم بقيادة مركبات جوية جديدة أو معدلة في مناورات محددة. قد يعمل طيار اختبار في العسكرية أو لحسب شركة خاصة. يعد عمل طيار اختبار أخطر الأعمال في مجال الطيران.

## المهام والمسؤوليات
```
تتضمن مهام طيار الاختبار ما يلي:
```

- تقييم الأداء: يقوم الطيارون باختبار أداء الطائرة في مختلف الظروف الجوية والبيئية، بما في ذلك السرعة، والارتفاع، والقدرة على المناورة.
- اختبار الأنظمة: يتعين على الطيارين اختبار الأنظمة المختلفة للطائرة، مثل أنظمة الملاحة، والاتصالات، والأنظمة الكهربائية.
- تقديم الملاحظات: بعد إجراء الاختبارات، يقدم الطيارون ملاحظاتهم إلى فرق التصميم والهندسة لتحسين الطائرة أو معالجة أي مشكلات تم اكتشافها.
- تدريب الطيارين الآخرين: في بعض الأحيان، يقوم طيارو الاختبار بتدريب الطيارين الآخرين على كيفية التعامل مع الطائرات الجديدة.

## المهارات المطلوبة
```
يتطلب أن يكون طيار الاختبار:
```

- خبرة طيران واسعة: يجب أن يكون لديهم ساعات طيران كبيرة وخبرة في أنواع مختلفة من الطائرات.
- معرفة تقنية: يجب أن يكون لديهم فهم عميق لتكنولوجيا الطيران وأنظمة الطائرات.
- قدرة على التحليل: يجب أن يكونوا قادرين على تحليل البيانات وتقديم ملاحظات دقيقة.
- مهارات التواصل: يجب أن يكونوا قادرين على التواصل بفعالية مع فرق الهندسة والتصميم.

## التدريب والشهادات
عادةً ما يحتاج طيارو الاختبار إلى الحصول على رخصة طيار تجاري أو رخصة طيار خاص، بالإضافة إلى تدريب إضافي في اختبار الطيران. قد يتطلب الأمر أيضًا الحصول على شهادات متخصصة في الطائرات التي سيتم اختبارها.

## التاريخ
تاريخ طيار الاختبار يعود إلى بدايات الطيران، حيث كان الطيارون الأوائل يقومون باختبار الطائرات الجديدة. مع تقدم التكنولوجيا، تطورت مهام طيار الاختبار وأصبحت أكثر تخصصًا.

## طيارون اختبار ملحوظون
- تشك يياغر، أول طيار عرف بأنه كسر حاجز الصوت لأول مرة.
- نيل آرمسترونغ، طيار الأكس-15 وأول إنسان يمشي على القمر.
- هانا رايتش، إمراة طيارة في مشروع الفي-1.
- هوارد هويز، كان يختبر طائرات جديدة من إنتاج شركته هيوز أيركرافت، وطائرات تم شرائها من قبل شركة الطيران تي دبليو أي التي كان يملكها. قام بقيادة أكبر طائرة في العالم في وقتها الإتش-4 هيركوليز في رحلتها الوحيدة. == الخاتمة ==

```
يعتبر طيار الاختبار جزءًا أساسيًا من صناعة الطيران، حيث يساهم في ضمان سلامة وأداء الطائرات. من خلال مهاراتهم وخبراتهم، يساعد هؤلاء الطيارون في تطوير تكنولوجيا الطيران وتحسينها.
```

## وصلات خارجية
- جمعية طيارون الاختبار التجريبية (بالإنجليزية)
- موقع مدرسة طيار اختبار بحرية الولايات المتحدة (بالإنجليزية)